# Philippe Falardeau
Philippe Falardeau (Hull, Quebec, 1 de febrero de 1968) es un guionista y director de cine canadiense.

## Biografía
Falardeau estudió ciencias políticas en la Universidad de Ottawa antes de iniciar un viaje alrededor del mundo filmando cortos para el programa de televisión canadiense Course Destination Monde. 
Su primera película, La Moitié gauche du frigo, ganó el premio a la mejor ópera prima canadiense en el Festival Internacional de Cine de Toronto y recibió una nominación al mejor guion en los premios Jutra. Falardeau fue también galardonado en los premios Genie de 2001.
En 2006 dirigió su segunda película, Congorama que ganó el Genie al mejor guion original en 2007. 
Su película de 2011, Monsieur Lazhar, que trata sobre la historia de un profesor con un grupo de alumnos traumatizados por el suicidio de su anterior profesora, fue nominada a en la categoría de Mejor película de habla no inglesa en la 84 edición de los Premios Oscar.
En 2013 dirigió La buena mentira, una historia basada en hechos reales y protagonizada por Reese Witherspoon, que narra las vicisitudes por las que tienen que pasar un grupo de refugiados sudaneses en los Estados Unidos.

## Filmografía
- La Moitié gauche du frigo (2000)
- Congorama (2006)
- C'est pas moi, je le jure! (2008)
- Profesor Lazhar (2011)
- In the Name of the Son (2012)
- La buena mentira (2013)
- My Internship in Canada (2015)
- Chuck (2016)

## Premios y distinciones
Premios Óscar
| Año  | Categoría                 | Trabajo nominado | Resultado |
| ---- | ------------------------- | ---------------- | --------- |
| 2012 | Mejor película extranjera | Profesor Lazhar  | Nominado  |